# Abu-Kabir al-Hudhalí
Àmir (o Uwàymir) ibn (al-)Hulays, conegut com a Abu-Kabir al-Hudhalí, fou un poeta àrab de la tribu dels hudhayl. Va viure a la segona meitat del segle vi i al començament del segle vii.
El seu diwan fou publicat i traduït per F. Bajratevitx.